# Burial
William Emmanuel Bevan, conegut pel sobrenom de Burial, és un músic anglès de South London dedicat a la música electrònica. Va esdevenir el primer artista contractat pel segell discogràfic Hyperdub el 2005. Va rebre una gran aclamació pel seu àlbum d'estrena, el qual oferia una versió fosca i emotiva de diversos gèneres de la música rave britànica, com el 2-step garage i el jungle. El segon àlbum, Untrue, publicat el 2007, va ser encara més aclamat.
Inicialment anònim, la seva identitat fou revelada el 2008 pel diari The Independent, i confirmada posteriorment per Hyperdub. En els anys subsegüents va col·laborar amb artistes com Four Tet, Massive Attack, Thom Yorke i Zomby, a més de publicar un seguit d'EPs com Kindred (2012), Truant / Rough Sleeper (2012), i Rival Dealer (2013). La majoria d'aquests EP es varen aplegar en la compilació Tunes 2011–2019.
Roman una persona reclusiva, ofereix poques entrevistes i evita els actes públics. AllMusic l'ha descrit com "un dels músics d'electrònica més aclamats, influents, i enigmàtics de començaments del segle XXI."

## Biografia

### Àlbum homònim iUntrue
Bevan es va introduir a la música rave britànica gràcies als seus germans grans, i va créixer essent un aficionat de la música jungle i garage. Admirava la música del segell discogràfic Hyperdub, i pels volts de 2002 va començar a enviar-hi cartes i discs compactes amb música casolana. El 2005 aquest segell va publicar-li l'EP South London Boroughs, el qual aplegava pistes enregistrades anys enrere. El seu primer disc de llarga durada fou publicat per Hyperdub el 2006, amb el títol homónim Burial. Aquest va ser distingit com a disc de l'any per la publicació The Wire.
Tot i la gran aclamació rebuda de bon començament, la identitat de Burial era desconeguda pel públic. No va ser fins al febrer de 2008 que el diari The Independent va especular que Burial era un antic alumne de la Elliott School de South London. Un altre dels alumni d'aquesta escola era Kieran Hebden (altrament Four Tet), amb qui Bevan havia col·laborat. El 22 de juliol de 2008, Burial va ser nominat al Mercury Music Prize d'aquell any, pel seu segon àlbum Untrue, i la premsa del Regne Unit va suggerir que podia tractar-se en realitat del músic Richard D. James (alias d'Aphex Twin) o Norman Cook (alias de Fatboy Slim). El 5 d'agost de 2008, Bevan va confirmar la seva identitat a través d'una fotografia en la plana personal de la xarxa social MySpace.

### Després deUntrue
Després del seu segon àlbum, Burial va concentrar els esforços a publicar pistes sempre més llargues i experimentals, com ho exemplifiquen la col·laboració amb Four Tet Moth / Wolf Cub, la pista Fostercare i l'EP Street Halo. L'experimentació el va dur a abandonar les estructures de cançó convencional per formes de suite en parts, com palesen els EP subsegüents Kindred (2012), Truant / Rough Sleeper (2012) i Rival Dealer (2013). Tots ells varen ser molt ben rebuts per la crítica, especialment Kindred.
El 10 d'octubre de 2011 Massive Attack va anunciar la publicació d'un single de 12 polzades amb la col·laboració de Burial, limitat únicament a 1000 còpies, que contenia les pistes "Four Walls" i "Paradise Circus".
El 2015 Burial va publicar el single "Temple Sleeper" a Keysound Recordings. El novembre de 2016 va publicar l'EP titulat Young Death / Nightmarket, seguit de l'EP Subtemple / Beachfires el maig de 2017.
El 2018 Burial i l'artista Kode9 varen compilar un àlbum de la coneguda sèrie Fabriclive. El 2018 i 2019 Burial i l'artista The Bug varen publicar dos EPs, "Fog / Shrine" emprant l'alias "Flame 1", i "Dive / Rain" amb l'alias "Flame 2".

## Discografia

### Àlbums d'estudi
- Burial (2006)
- Untrue (2007)

### Compilacions
- Tunes 2011–2019 (2019)

### EP
- South London Boroughs (2005)
- Distant Lights (2006)
- Ghost Hardware (2007)
- Street Halo (2011)
- Kindred (2012)
- Truant / Rough Sleeper (2012)
- Rival Dealer (2013)
- Young Death / Nightmarket (2016)[24]
- Subtemple / Beachfires (2017)
- Rodent (2017)
- Pre Dawn / Indoors (2017)
- Claustro / State Forest (2019)